# Michael Gahr
Michael Gahr (Berlino, 27 dicembre 1939 – 25 novembre 2010) è stato un attore e doppiatore tedesco.

## Biografia
Attore che fu attivo in campo cinematografico, televisivo, a partire dagli anni sessanta. Tra i suoi ruoli principali, figurano, tra gli altri, quello di Hoss nel film La ballata di Stroszek (1977), quello di Paul Rosenberger nel film La ragazza terribile (1990) e quello di Maximilian von Deinburg-Thalbach nella soap opera Verbotene Liebe (1997-1998); era inoltre un volto noto al pubblico per essere apparso come guest-star in vari episodi della serie televisiva L'ispettore Derrick (tra il 1975 e il 1996).
Come doppiatore, ha prestato la propria voce ad attori quali David Abbott, Walter Addison, Roger Allam, Dan Aykroyd, Fortunato Arena, Mike Bacarella, Chris Benson, Warren Berlinger, John Candy, Philip Denning, Brad Dexter, Ron Donachie, George Dzundza, Richard Fitzpatrick, Brian Glover, John Ireland, Ken Jenkins, Jack McGee,  Ernie Hudson, Christopher Lloyd, Don Lutenbacher, Frank McRae, John McCook, Nick Pellegrino, Donnelly Rhodes, Jean-Louis Richard, Burt Young, ecc. Fu, tra l'altro, la voce di Eric Forrester (interpretato da John McCook) nella versione tedesca della soap opera Beautiful.

## Filmografia

### Attore

#### Cinema
- Scotland Yard contro Dr. Mabuse (Scotland Yard jagt Dr. Mabuse), regia di Paul May (1963)
- Willy Wonka e la fabbrica di cioccolato (Willy Wonka & the Chocolate Factory), regia di Mel Stuart (1971)
- Dossier Odessa (The Odessa File), regia di Ronald Neame (1974)
- Nivose, der Schneemonat, regia di Werner Schaefer (1974)
- Giochi perversi di una signora bene (MitGift), regia di Michael Verhoeven (1976)
- Das Brot des Bäckers, regia di Erwin Keusch (1976)
- Jet-set per Rosemaries Tochter (Rosemaries Tochter), regia di Rolf Thiele (1976)
- La ballata di Stroszek (Stroszek), regia di Werner Herzog (1977)
- Götz von Berlichingen mit der eisernen Hand, regia di Wolfgang Liebeneiner (1979)
- Ein Kaktus ist kein Lutschbonbon, regia di Rolf Olsen (1981)
- L'asso degli assi (L'as des as), regia di Gérard Oury (1982)
- Krieg und Frieden, regia di Stefan Aust, Axel Engstfeld, Alexander Kluge e Volker Schlöndorff (1982)
- Mit mir nicht, du Knallkopp, regia di May Spils (1983)
- Echt tu matsch, regia di Claus Strigel e Bertram Verhaag (1984)
- Zwei Nasen tanken Super, regia di Dieter Pröttel (1984)
- Ein irres Feeling, regia di Nikolai Müllerschön (1984)
- Ahava Tzeira, regia di Walter Bannert (1987)
- Man spricht deutsh, regia di Hanns Christian Müller (1988)
- La ragazza terribile (Das Schreckliche Mädchen), regia di Michael Verhoeven (1990)
- Runaway, regia di Claus Strigel (1992)
- Le tre prove di Fred (Nur über meine Leiche), regia di Rainer Matsutani (1995)
- Shadowman, regia di Philipp Stennert - cortometraggio (2001)
- Ausziehn!, regia di Peter Morlock (2001)
- Erkan & Stefan in Der Tod kommt krass, regia di Michael Karen (2005)
- Der gelbe Satin, regia di Mehmet Coban (2009)

### Televisione
- Das Kriminalmuseum – serie TV, episodi 5x8-5x11 (1967)
- Die fünfte Kolonne – serie TV, episodi 5x2 (1967)
- Der Mann, der keinen Mord beging – serie TV, 7 episodi (1968)
- Salto mortale – serie TV, 4 episodi (1969)
- Der Kommissar – serie TV, episodi 2x4 (1970)
- Hanna Lessing, regia di Eberhard Itzenplitz - film TV (1970)
- Paul Temple – serie TV, episodi 3x12 (1971)
- Kennen Sie Georg Linke?, regia di Rolf Hädrich - film TV (1971)
- Alpha Alpha – serie TV, episodi 1x11 (1972)
- Der Radweltmeister, regia di Hans-Dieter Schwarze - film TV (1972)
- Mein Bruder - Der Herr Dokter Berger – serie TV, episodi 1x12 (1972)
- Peters Bastelstunde – serie TV, episodi 1x3 (1973)
- Der Bastian – serie TV, episodi 1x2 (1973)
- Mordkommission – serie TV, episodi 1x10 (1974)
- Telerop 2009 - Es ist noch was zu retten – serie TV, episodi 1x11 (1974)
- Gemeinderätin Schumann – serie TV, episodi 1x3-1x12 (1974)
- Rottamopoli (Krempoli - Ein Platz für wilde Kinder) – serie TV, episodi 1x3 (1975)
- Freiwillige Feuerwehr – serie TV, episodi 1x12 (1976)
- Ketten, regia di Karl Fruchtmann - film TV (1976)
- Das Haus mit der Nr. 30 – serie TV, episodi 1x8 (1977)
- Bier und Spiele – serie TV, 5 episodi (1977)
- Das männerquartett, regia di Michael Verhoeven - film TV (1978)
- Nonstop Nonsens – serie TV, episodi 1x9 (1978)
- Die Straße – serie TV, episodi 1x3 (1978)
- Gesche Gottfried, regia di Karl Fruchtmann - film TV (1978)
- Fast wia im richtigen Leben – serie TV, episodi 1x2 (1979)
- Ein Kapitel für sich – miniserie TV, episodi 1x3 (1980)
- Am Südhang, regia di Michael Verhoeven - film TV (1980)
- Aktenzeichen XY... ungelöst! – serie TV, 7 episodi (1976-1981)
- Der Spot oder Fast eine Karriere, regia di Rainer Erler - film TV (1981)
- Drunter und Drüber – serie TV, episodi 1x2-1x5 (1981)
- Das heiße Herz, regia di Michael Kehlmann - film TV (1982)
- Die unsterblichen Methoden des Franz Josef Wanninger – serie TV, episodi 4x3 (1982)
- Unheimliche Geschichten – serie TV, episodi 1x5 (1982)
- I diari del Terzo Reich (Inside the Third Reich), regia di Marvin J. Chomsky - film TV (1982)
- Schwarz Rot Gold – serie TV, episodi 1x1 (1982)
- Tegtmeier klärt auf – serie TV, episodi 1x1-2x2 (1981-1982)
- Ein Winter auf Mallorca, regia di Imo Moszkowicz - film TV (1982)
- Der Jagerloisl, regia di Stephan Rinser - film TV (1982)
- Vom Webstuhl zur Weltmacht – serie TV, episodi 1x1 (1983)
- Mary und Gordy auf dem Lande, regia di Heinz Liesendahl - film TV (1983)
- Der Andro-Jäger – serie TV, episodi 2x3 (1983)
- Helga und die Nordlichter – serie TV, 9 episodi (1984)
- Klein, aber mein!, regia di Rainer Wolffhardt - film TV (1984)
- Die Krimistunde – serie TV, episodi 1x14 (1985)
- Alte Gauner – serie TV, episodi 1x2 (1985)
- Fritz Golgowsky – serie TV (1985)
- Suche Familie - zahle bar, regia di Marcus Scholz - film TV (1985)
- Gretchens Faust, regia di Joachim Roering - film TV (1985)
- Ein Stimm begann zu klagen, regia di Günter Höver - film TV (1985)
- Polizeiinspektion 1 – serie TV, 5 episodi (1981-1986)
- Vertrauen gegen Vertrauen, regia di Marcus Scholz - film TV (1986)
- Goldkronach, regia di Helmut Kissel - film TV (1986)
- Das Totenreich, regia di Karin Brandauer - film TV (1986)
- Waldhaus – serie TV (1987)
- Fest im Sattel – serie TV, episodi 2x4-2x13 (1988)
- Der Lockspitzel, regia di Michael Lähn - film TV (1988)
- La grande fuga 2 (The Great Escape II: The Untold Story), regia di Jud Taylor e Paul Wendkos - film TV (1988)
- Geheime Reichssache – serie TV, episodi 1x1 (1988)
- Eurocops – serie TV, episodi 2x1 (1989)
- Just Another Secret, regia di Lawrence Gordon Clark - film TV (1989)
- La signora col taxi (Die schnelle Gerdi) – serie TV, episodi 1x3-1x4-1x5 (1989)
- Hotel Paradies – serie TV, episodi 1x13 (1990)
- Pension Corona – serie TV (1990)
- Marleneken – miniserie TV (1990)
- Regina auf den Stufen – serie TV (1990)
- Anwalt Abel – serie TV, episodi 2x2 (1991)
- Ein Schloß am Wörthersee – serie TV, episodi 2x11 (1991)
- La famiglia Drombusch (Diese Drombuschs) – serie TV, episodi 5x5 (1992)
- Die Männer vom K3 – serie TV, episodi 2x7 (1992)
- Faber l'investigatore (Der Fahnder) – serie TV, episodi 3x7-4x19 (1990-1992)
- Sterne des Südens – serie TV, episodi 1x3 (1992)
- Moselbrück – serie TV, episodi 3x1-3x2 (1992)
- Rotlicht, regia di Michael Lähn - film TV (1993)
- Auf Achse – serie TV, episodi 6x7 (1993)
- Apfel im Moor, regia di Marcus Scholz - film TV (1993)
- Un dottore tra le nuvole (Der Bergdoktor) – serie TV, episodi 2x19 (1994)
- Matchball – serie TV, episodi 1x5-1x6-1x8 (1994)
- Weißblaue Geschichten – serie TV, episodi 1x25 (1994)
- Lutz & Hardy – serie TV, episodi 1x1 (1994)
- Die Wache – serie TV, episodi 1x24 (1994)
- Hagedorns Tochter – serie TV, 8 episodi (1994)
- L'amore oltre - Fra la vita e la morte (Das Baby der schwangeren Toten), regia di Wolfgang Mühlbauer - film TV (1994)
- L'amore che non sai (Schloß Hohenstein - Irrwege zum Glück) – serie TV, episodi 2x3-2x5-2x7 (1994-1995)
- Rosamunde Pilcher – serie TV, episodi 1x5 (1995)
- Markus Merthin, medico delle donne (Frauenarzt Dr. Markus Merthin) – serie TV, episodi 1x16-1x17 (1995)
- La casa del guardaboschi (Forsthaus Falkenau) – serie TV, episodi 3x5-6x1 (1992-1995)
- Der Räuber mit der sanften Hand – miniserie TV (1995)
- Lady Cop (Die Kommissarin) – serie TV, episodi 2x11 (1996)
- Der Mörder und die Hure, regia di Michael Lähn - film TV (1996)
- SK-Babies – serie TV, episodi 1x2 (1996)
- L'ispettore Derrick (Derrick) – serie TV, 15 episodi (1975-1996)
- Rivalen am Abgrund, regia di Michael Steinke - film TV (1996)
- Kuppke, regia di Claudia Prietzel - film TV (1996)
- Alphateam - Die Lebensretter im OP – serie TV, episodi 1x1 (1997)
- Ein Bayer auf Rügen – serie TV, episodi 5x8 (1997)
- Lindenstraße – serie TV, episodi 1x625-1x626-1x629 (1997)
- Der kleine Dachschaden, regia di Joachim Roering - film TV (1998)
- Die Geliebte – serie TV, episodi 2x6 (1998)
- Verbotene Liebe – serie TV, 22 episodi (1997-1998)
- Buongiorno professore (Unser Lehrer Doktor Specht) – serie TV, episodi 5x4 (1999)
- Soko 5113 (SOKO München) – serie TV, episodi 10x9-11x14-16x11 (1992-1999)
- Zugriff – serie TV, episodi 2x7 (1999)
- Die Sternbergs - Ärzte, Brüder, Leidenschaften – serie TV, episodi 1x13 (1999)
- Die rote Meile – serie TV, episodi 1x15 (2000)
- In aller Freundschaft – serie TV, episodi 3x12 (2000)
- Die Biester – serie TV, episodi 1x6 (2001)
- Il commissario Köster – serie TV, 12 episodi (1977-2001)
- Bobby, regia di Vivian Naefe - film TV (2002)
- Die Rettungsflieger – serie TV, episodi 6x2 (2002)
- Kurklinik Rosenau – serie TV, episodi 3x6 (2003)
- Im Schatten der Macht, regia di Oliver Storz - film TV (2003)
- Un caso per due (Ein Fall für zwei) – serie TV, episodi 15x4-23x1-24x6 (1995-2004)
- Marienhof – serie TV, episodi 1x2361-1x2365 (2004)
- Il nostro amico Charly (Unser Charly) – serie TV, episodi 5x5-9x8 (2000-2004)
- Polizeiruf 110 – serie TV, episodi 33x9 (2004)
- Tatort – serie TV, 11 episodi (1978-2005)
- Familie Sonnenfeld – serie TV, episodi 1x1 (2005)
- Liebe hat Vorfahrt, regia di Dietmar Klein - film TV (2005)
- Glück auf vier Rädern, regia di Dagmar Knöpfel - film TV (2006)
- Zwei Millionen suchen einen Vater, regia di Thomas Jacob - film TV (2006)
- Guardia costiera (Küstenwache) – serie TV, episodi 5x10-10x7 (2002-2006)
- Kurhotel Alpenglück, regia di Peter Sämann - film TV (2006)
- Tempesta d'amore (Sturm der Liebe) – serie TV, 23 episodi (2006-2007)
- Siska – serie TV, episodi 1x1-10x2 (1998-2007)
- Litigi di cioccolato (Wie angelt man sich seine Chefin), regia di Sophie Allet-Coche - film TV (2007)
- Mit Herz und Handschellen – serie TV, episodi 3x2 (2010)
- Mord in bester Familie, regia di Johannes Grieser - film TV (2011)
- Der Schlunz - Die Serie – serie TV, episodi 1x3 (2011)

## Doppiaggio
- Joseph Whipp in Scream
- Hagwor D. Sauro in One Piece

## Riconoscimenti
- A-Z del Münchner Abendzeitung per il ruolo di Lennie in Von Mäusen und Menschen di Steinbeck[1]